# Klipdasachtigen
Klipdasachtigen (Hyracoidea) zijn een kleine orde van op knaagdieren lijkende zoogdieren uit Afrika en Zuidwest-Azië. Deze orde omvat de nog levende familie der klipdassen (Procaviidae), die ongeveer vier soorten omvat, de uitgestorven familie Pliohyracidae en het fossiele geslacht Seggeurius, dat in geen van beide families wordt geplaatst. De oudste fossielen, waaronder Seggeurius, stammen uit het Vroeg-Eoceen.
Klipdasachtigen zijn het nauwste verwant aan de Tethytheria (slurfdieren, zeekoeien en Desmostylia) en de fossiele Embrithopoda, waarmee ze de Paenungulata vormen. Er is ook gesuggereerd dat de klipdasachtigen tot de onevenhoevigen behoren, maar die hypothese wordt niet meer geaccepteerd. De Paenungulata, die zowel door genetische als door morfologische kenmerken wordt ondersteund, behoort tot de Afrotheria, een van de vier hoofdgroepen binnen de placentadieren volgens genetische onderzoeken.